# 阿图·葛文德
阿图·葛文德（英語：Atul Gawande，1965年11月5日—），是一位印裔美籍外科医生和新闻工作者，曾任白宫健康政策顾问，影响奥巴马医改政策的关键人物之一，《时代周刊》2010年全球100位最具影响力人物榜单中唯一的医生。

## 身份与荣誉
哈佛公共健康学院教授、哈佛医学院教授、世界卫生组织全球病患安全挑战项目负责人、《纽约客》SLATE杂志医学专栏作家、美国麦克阿瑟奖获得者、2003年美国最佳短篇奖得主、2002及2009年美国最佳科学短篇奖得主、2009年获哈斯丁斯中心大奖（Harstings Center Award），2004年被《新闻周刊》评为“20位最具影响力的南亚人物”，2010年入选《时代周刊》评选的“100位最具影响力人物”。